# Euparatettix planipedonoides
Euparatettix planipedonoides är en insektsart som beskrevs av Zheng, Z. och G. Jiang 2003. Euparatettix planipedonoides ingår i släktet Euparatettix och familjen torngräshoppor. Inga underarter finns listade i Catalogue of Life.